# آران‌ای کوچک مداخله‌گر

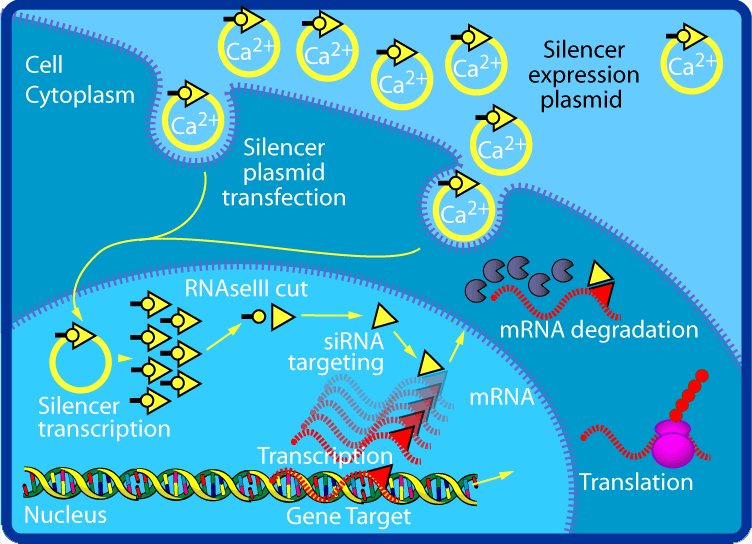
وساطت با فرایند تداخل آران‌ای در سلول‌های کشت‌شدهٔ پستانداران

آران‌ای کوچک مداخله‌گر (به انگلیسی: Small Interfering RNA) (siRNA)، که به آران‌ای کوتاه مداخله‌گر (Short Interfering RNA) یا آران‌ای خاموش‌کننده (Silencing RNA) نیز معروف است، دسته‌ای از مولکول‌های آران‌ای دو-رشته‌ای (dsRNA) در ابتدا و غیر-کدکننده (ncRNA) هستند که اغلب همچون ریزآران‌ای‌ها (microRNA یا miRNA) دارای طول ۲۰–۲۷ جفت بازی بوده و در مسیر بیوشیمیایی تداخل آران‌ای (یا آران‌ای) عمل می‌کند. این مولکول‌ها با تجزیهٔ آران‌ای پیام‌رسان پس از رونویسی، در بیان ژن‌های خاصی دخیل بوده و مانع از ترجمه می‌شوند.

## ساختار
siRNAهای طبیعی، ساختار خوش-تعریفی دارند که به صورت آران‌ای دو-رشته‌ای (dsRNA) کوتاهی (اغلب بین ۲۰ تا ۲۴ جفت-باز) بوده که نوک‌های '۵ فسفریله و نوک‌های '۳ هیدروکسیله شده، به گونه‌ای که در هر سمت ۲ نوکلئوتید به‌صورت تک‌رشته‌ای (آویزان) هستند. آنزیم خردکننده (Dicer)، تولید siRNAها را از آران‌ای‌های دورشته‌ای بلند و آران‌ای‌های کوتاه سنجاق‌سری کاتالیز می‌کند. مولکول‌های siRNA را می‌توان با ترافرست به سلول‌ها معرفی کرد. از آن‌جایی که در اصل هر ژن را می‌توان با سنتز siRNA (یعنی siRNA مصنوعی) خاصی بر اساس توالی مکمل، ناک داون (Knock down، نوعی فن تجربی جهت کاهش بیان ژن) کرد، siRNAها در عصر پسا-ژنومیک، ابزار مهمی در تأیید عملکرد ژنی و هدف‌گیری دارویی به‌شمار می‌رود.

## تاریخچه
در ۱۹۹۸، اندرو فایر در مؤسسهٔ علوم کارنگی در واشینگتن، دی.سی. و کریگ ملو در دانشگاه ماساچوست واقع در ووستر، سازوکار RNAi را درحال کار بر روی بیان ژن در نماتود کرم الگانس، کشف نمودند. آن‌ها به خاطر تحقیقاتشان بر روی RNAi، در سال ۲۰۰۶ جایزه نوبل را کسب نمودند. siRNAها و نقششان در پیرایش ژنی پسا-رونویسی (PTGS)، در گیاهان، توسط گروه دیوید باولکامب در آزمایشگاه سینزبری واقع در نوریچ انگلستان کشف شد و در نشریهٔ ساینس ۱۹۹۹ گزارش شد. توماس توشل و همکارانش پس از مدت کوتاهی در نیچر گزارش دادند که siRNAهای مصنوعی قادر به القای RNAi در سلول‌های پستانداران هستند. در ۲۰۰۱، بیان یک ژن خاصی با موفقیت توسط معرفی siRNA سنتزشده (مصنوعی) در سلول‌های پستانداران، خاموش شد (توسط توشل و همکاران). چنین موفقیت‌هایی منجر به افزایش علاقه‌مندی در به‌کارگیری RNAi جهت تحقیقات زیست-پزشکی و توسعهٔ دارو شد. توسعه‌های عمده‌ای در درمان با siRNA، هم با نانوذرات آلی (کربنی) و هم غیرآلی (غیرکربنی) صورت پذیرفته، که در رساندن دارو به مغز موفق عمل کرده و روش‌های امیدبخشی را در درمان اهداف انسانی به ارمغان آورده‌است. با این‌حال، با وجود چنین موفقیت‌هایی، کاربردهای انسانی siRNA محدودیت‌های عمده‌ای را دربرداشته است. یکی از این محدودیت‌ها، به هدف نزدن است. همچنین امکان این وجود دارد که چنین درمان‌هایی موجب به‌راه‌اندازی ایمنی ذاتی گردد. مدل‌های جانوری هنوز در نمایش دقیق وسعت چنین پاسخ‌هایی در انسان موفق عمل نکرده‌اند. ازین‌رو، مطالعه اثرات درمان‌های siRNAیی چالش‌برانگیز بوده‌است.
در سال‌های اخیر، درمان‌های siRNAیی مورد تأیید واقع شده و روش‌های جدیدی جهت فائق آمدن بر این چالش‌ها بنا نهاده شده‌اند. درمان‌های تأییدشده‌ای جهت کاربردهای تجاری وجود داشته و چندین درمان هم در صف انتظار کسب تأییدیه قرار دارند.

## برای مطالعهٔ بیشتر
- Hannon GJ, Rossi JJ (September 2004). "Unlocking the potential of the human genome with RNA interference". Nature. 431 (7006): 371–8. Bibcode:2004Natur.431..371H. doi:10.1038/nature02870. PMID 15372045. S2CID 4410723.
- Du Rietz H, Hedlund H, Wilhelmson S, Nordenfelt P, Wittrup A (April 2020). "Imaging small molecule-induced endosomal escape of siRNA". Nature Communications. 11 (1): 1809. Bibcode:2020NatCo..11.1809D. doi:10.1038/s41467-020-15300-1. PMC 7156650. PMID 32286269.